# Gelnhausen
Gelnhausen é um município da Alemanha, situado no distrito de Main-Kinzig, no estado de Hesse. Tem 45,18 km² de área, e sua população em 2019 foi estimada em 23.202 habitantes.